# Centro Internazionale per lo Sviluppo Integrato della Montagna
Il Centro Internazionale per lo Sviluppo Integrato della Montagna (International Centre for Integrated Mountain Development, abbreviato in ICIMOD) è un'associazione fondata nel 1983 a Katmandu, in Nepal.
Il suo scopo è creare conoscenza al fine di garantire e migliorare i mezzi di sussistenza delle popolazioni di montagna nell'area della regione transfrontaliera Hindu Kush-Himalaya e preservarne le peculiarità ecologiche e culturali. Inoltre, i risultati ottenuti dovrebbero essere di beneficio agli abitanti di montagna di tutto il mondo. È membro fondatore dell'Associazione dei centri di ricerca e sviluppo internazionali per l'agricoltura.

## Storia
L'idea di creare un'istituzione per promuovere lo sviluppo ecologicamente sano delle regioni montane fu discussa per la prima volta al workshop internazionale sullo sviluppo dell'ambiente montano nel dicembre 1974 a Monaco di Baviera, in Germania, ma fu solo cinque anni dopo, nel 1979, durante un incontro regionale dell'UNESCO a Katmandu, nell'ambito del programma sull'uomo e la biosfera, che furono assunti impegni concreti per la creazione del centro. Il governo del Nepal si offrì di ospitare la nuova istituzione e i governi della Svizzera, della Germania e dell'UNESCO accettarono di fungere come sponsor fondatori. Il governo nepalese di Sua Maestà e l'UNESCO hanno firmato l'accordo che ha fornito la base giuridica per la creazione del centro nel settembre 1981 a Parigi. Il centro è stato infine istituito e inaugurato il 5 dicembre 1983 con sede a Lalitpur, in Nepal, e nello stesso anno è stato legittimato da una legge del parlamento nepalese.

## La regione Hindu Kush-Himalaya
La regione Hindu Kush-Himalaya (regione HKH, da non confondere con la catena HKH al suo interno) è l'area chiaramente delimitata, definita dagli stati membri, in cui opera l'ICIMOD. La regione comprende la parte montuosa del Pakistan meridionale, che si collega a nord con il Koh-i-Baba in Afghanistan attraverso l'Hindu Kush pakistano. Da qui segue l'Himalaya, che si estende in direzione sud-est lungo il confine settentrionale dell'India e attraverso l'intero territorio nazionale del Nepal e del Bhutan per collegarsi con i monti Patkai in Myanmar. Qui le pendici dell'Himalaya si diramano nei monti Arakan del Myanmar - che comprendono anche le colline di Chittagong in Bangladesh -, nelle regioni montuose degli stati Kachin e Shan del Myanmar e in alcune parti dell'altopiano Yunnan-Guizhou nel sud-est della Cina. 
Alla Cina spetta la parte maggiore dell'area in questione, con l'altopiano del Tibet. Il confine settentrionale segue i confini settentrionali di Afghanistan e Pakistan verso est attraverso le montagne del Karakorum e, più avanti, segue quelli settentrionali della regione autonoma del Tibet e della provincia del Qinghai fino alla provincia del Gansu, per poi dirigersi a sud, lungo il bordo orientale dei monti Hengduan, attraverso le province cinesi del Sichuan e dello Yunnan. Altre grandi catene montuose all'interno della regione sono il Transhimalaya nel Tibet meridionale, i monti Tanggula e Bayan Kara Ula a est dell'altopiano del Tibet, la parte orientale del Kunlun e la metà meridionale del Qilian Shan. La regione Hindu Kush-Himalaya ospita alcune delle vette più alte della Terra, tra cui le due montagne più alte del mondo, l'Everest (8848 m, in Nepal) e il K2 (8611 m, in Pakistan). Sono più di 30 le vette dell'Himalaya che superano i 7620 m.